# Gran Premio del Bahrein 2014
Il Gran Premio del Bahrein 2014 è stata la terza prova della stagione 2014 del campionato mondiale di Formula 1. La corsa, disputatasi domenica 6 aprile 2014 sul circuito di Manama, è stata la novecentesima gara valida quale prova del campionato mondiale ed è stata vinta da Lewis Hamilton su Mercedes, al suo ventiquattresimo successo in Formula 1. Hamilton ha preceduto sul traguardo il suo compagno di squadra, Nico Rosberg e Sergio Pérez su Force India-Mercedes.

## Vigilia

### Sviluppi futuri
Bernie Ecclestone annuncia che verranno ammesse al campionato, in futuro, due nuove scuderie: una legata allo statunitense Gene Haas, già coinvolto nella NASCAR, e l'altra guidata da Colin Kolles, già manager della HRT. La FIA aveva aperto a gennaio il bando per la selezione di una nuova scuderia da inserire nel campionato di F1, a partire dalla stagione 2015.

### Aspetti tecnici
La Pirelli, fornitrice unica degli pneumatici, ha deciso di portare per questa gara gomme di tipo medio e di tipo morbido.
La FIA conferma le due zone di attivazione del DRS, già sperimentate nel 2013. I piloti potranno usare il meccanismo sia sul rettilineo principale che sul rettilineo opposto, tra la curva 10 e la curva 11.
La Ferrari decide di modificare i rapporti del cambio: il regolamento della stagione prevede che i rapporti delle 8 marce siano fissi per tutto il campionato ma dà l'opportunità alle scuderie di effettuare una modifica durante l'anno.

### Aspetti sportivi
Per il decennale della gara gli organizzatori decidono di intitolare la prima curva del tracciato a Michael Schumacher. Il tedesco vinse la prima edizione del Gran Premio, nel 2004. Per festeggiare questo decennale, inoltre, per la prima volta, la gara si disputerà al tramonto fino alla sera come già accade per il Gran Premio di Abu Dhabi. Curiosamente anche l'800º Gran Premio della storia, quello di Singapore 2008, venne corso in notturna.
Daniel Ricciardo, pilota della Red Bull, perde dieci posizioni sulla griglia, in quanto, durante la gara precedente, il GP della Malesia, è stato rimandato in pista senza che gli pneumatici fossero fissati correttamente. La sua scuderia ha subito un rimprovero ufficiale da parte della FIA.
La Sauber ha annunciato che durante le prove libere del venerdì avrebbe impiegato il pilota di riserva Giedo van der Garde; l'olandese ha partecipato, quale pilota titolare, al campionato 2013 con la Caterham. Egli verrà poi affiancato dal russo Sergej Sirotkin nella sessione di prove che è fissata per il martedì e il mercoledì dopo la gara. Van der Garde ha preso il posto di Esteban Gutiérrez. La Caterham, invece, fa esordire Robin Frijns, sempre nelle prove libere, in luogo di Kamui Kobayashi. Anche la Williams ha utilizzato il pilota di riserva Felipe Nasr, al posto di Valtteri Bottas.
Derek Warwick è nominato commissario aggiunto per la gara. L'ex pilota di Formula 1 ha già svolto in passato tale funzione, l'ultima nel Gran Premio di Singapore 2013.
Jenson Button, pilota della McLaren, festeggia in Bahrein il suo 250º Gran Premio in Formula 1. L'inglese, campione del mondo 2009 con la Brawn, ha ottenuto 15 vittorie, 8 pole position, 8 giri veloci, 50 podi, e 1095 punti.
In occasione del Gran Premio inizia anche la stagione della GP2 Series, serie cadetta del campionato mondiale di F1.

## Prove

### Resoconto
Nella prima sessione del venerdì i primi due della graduatoria sono i piloti della Mercedes Lewis Hamilton e Nico Rosberg, gli unici, assieme al terzo, Fernando Alonso, al di sotto dell'1"38. Lo spagnolo ha rischiato un'ammenda in quanto era stato fatto uscire dai box con tre gomme medium e una soft, prima di essere riportato immediatamente sulla piazzola di partenza. Daniel Ricciardo è stato invece autorizzato a prendere parte alla sessione senza il flussometro di controllo del carburante consumato; un problema a tale meccanismo aveva portato alla sua squalifica al termine del Gran Premio di Melbourne. Le Lotus, dopo le difficoltà tecniche delle prime due gare sono le vetture che hanno compiuto più giri nella sessione.
La seconda sessione ha riproposto la stessa classifica della prima sessione. Le due Mercedes hanno però staccato Alonso di un margine più ampio. Quarto si è portato Daniel Ricciardo: le due Red Bull provano un assetto molto scarico aerodinamicamente al fine di recuperare la differenza di velocità con la Mercedes.
Al termine della prima giornata di prove i piloti hanno chiesto un abbassamento del cordolo esterno della curva 4. Sia Kimi Räikkönen che Pastor Maldonado, una volta saliti sul cordolo, hanno visto decollare le loro vetture.
Anche la terza sessione di prove libere è dominata dal duo della Mercedes, con Lewis Hamilton ancora davanti a Nico Rosberg: al terzo posto però si è inserito Sergio Pérez della Force India. Le prime sei posizioni della classifica sono conquistate da piloti su vetture motorizzate dalla Mercedes. Scendono in classifica le due Red Bull: Vettel è autore di un testacoda che lo costringe ad abbandonare la sessione.

### Risultati
Nella prima sessione del venerdì si è avuta questa situazione:
| Pos | Nº | Pilota          | Costruttore | Tempo    | Gap    | Giri |
| --- | -- | --------------- | ----------- | -------- | ------ | ---- |
| 1   | 44 | Lewis Hamilton  | Mercedes    | 1'37"502 |        | 14   |
| 2   | 6  | Nico Rosberg    | Mercedes    | 1'37"733 | +0"231 | 13   |
| 3   | 14 | Fernando Alonso | Ferrari     | 1'37"953 | +0"451 | 17   |

Nella seconda sessione del venerdì si è avuta questa situazione:
| Pos | Nº | Pilota          | Costruttore | Tempo    | Gap    | Giri |
| --- | -- | --------------- | ----------- | -------- | ------ | ---- |
| 1   | 44 | Lewis Hamilton  | Mercedes    | 1'34"325 |        | 28   |
| 2   | 6  | Nico Rosberg    | Mercedes    | 1'34"690 | +0"365 | 31   |
| 3   | 14 | Fernando Alonso | Ferrari     | 1'35"360 | +1"035 | 28   |

Nella sessione del sabato si è avuta questa situazione:
| Pos | Nº | Pilota         | Costruttore          | Tempo    | Gap    | Giri |
| --- | -- | -------------- | -------------------- | -------- | ------ | ---- |
| 1   | 44 | Lewis Hamilton | Mercedes             | 1'35"324 |        | 12   |
| 2   | 6  | Nico Rosberg   | Mercedes             | 1'35"439 | +0"115 | 12   |
| 3   | 11 | Sergio Pérez   | Force India-Mercedes | 1'35"868 | +0"544 | 10   |

## Qualifiche

### Resoconto
La prima fase vede, quale miglior crono, quello di Nico Hülkenberg su Force India, che precede Valtteri Bottas e il compagno di scuderia Sergio Pérez. Le due Mercedes, che avevano dominato le prove libere, decidono di utilizzare le gomme medie, classificandosi così solo ottava e decima. Vengono esclusi dalla Q2 Pastor Maldonado (preceduto per un solo centesimo da Romain Grosjean), Adrian Sutil e le coppie di piloti di Caterham e Marussia.
Le due Mercedes utilizzano le gomme morbide e ottengono, con un solo tentativo, i primi due tempi della seconda fase. Al terzo posto chiude Daniel Ricciardo, che precede Jenson Button. L'altro pilota della Red Bull, il campione del mondo in carica Sebastian Vettel, viene escluso dalla fase decisiva. Con lui non si qualifica nemmeno Hülkenberg, il pilota più rapido della Q1, assieme ai due piloti della Toro Rosso, a Esteban Gutiérrez e Romain Grosjean.
La terza fase si decide subito: Nico Rosberg ottiene il miglior tempo, mentre Lewis Hamilton, secondo dopo il primo tentativo, compie un errore nel secondo giro veloce e non si avvicina al compagno di scuderia. Per Rosberg è la quinta pole position nel mondiale. Terzo si classifica Daniel Ricciardo, che però è penalizzato di dieci posizioni sulla griglia di partenza, a seguito di quanto deciso dopo il Gran Premio della Malesia. Scalano perciò in seconda fila Valtteri Bottas e Sergio Pérez. Al termine delle prove Adrian Sutil viene arretrato di cinque posizioni, vale a dire in fondo allo schieramento, per aver ostacolato, durante la Q1, Romain Grosjean. Al pilota tedesco, inoltre, sono stati inflitti due punti di penalità sulla Superlicenza.

### Risultati
Nella sessione di qualifica si è avuta questa situazione:
| Pos                         | Nº | Pilota            | Costruttore             | Q1       | Q2       | Q3       | Griglia |
| --------------------------- | -- | ----------------- | ----------------------- | -------- | -------- | -------- | ------- |
| 1                           | 6  | Nico Rosberg      | Mercedes                | 1'35"439 | 1'33"708 | 1'33"185 | 1       |
| 2                           | 44 | Lewis Hamilton    | Mercedes                | 1'35"323 | 1'33"872 | 1'33"464 | 2       |
| 3                           | 3  | Daniel Ricciardo  | Red Bull Racing-Renault | 1'36"220 | 1'34"592 | 1'34"051 | 13      |
| 4                           | 77 | Valtteri Bottas   | Williams-Mercedes       | 1'34"934 | 1'34"842 | 1'34"247 | 3       |
| 5                           | 11 | Sergio Pérez      | Force India-Mercedes    | 1'34"998 | 1'34"747 | 1'34"346 | 4       |
| 6                           | 7  | Kimi Räikkönen    | Ferrari                 | 1'35"234 | 1'34"925 | 1'34"368 | 5       |
| 7                           | 22 | Jenson Button     | McLaren-Mercedes        | 1'35"699 | 1'34"714 | 1'34"387 | 6       |
| 8                           | 19 | Felipe Massa      | Williams-Mercedes       | 1'35"085 | 1'34"842 | 1'34"511 | 7       |
| 9                           | 20 | Kevin Magnussen   | McLaren-Mercedes        | 1'35"288 | 1'34"904 | 1'34"712 | 8       |
| 10                          | 14 | Fernando Alonso   | Ferrari                 | 1'35"251 | 1'34"723 | 1'34"992 | 9       |
| 11                          | 1  | Sebastian Vettel  | Red Bull Racing-Renault | 1'35"549 | 1'34"985 | N.D.     | 10      |
| 12                          | 27 | Nico Hülkenberg   | Force India-Mercedes    | 1'34"874 | 1'35"116 | N.D.     | 11      |
| 13                          | 26 | Daniil Kvjat      | STR-Renault             | 1'35"395 | 1'35"145 | N.D.     | 12      |
| 14                          | 25 | Jean-Éric Vergne  | STR-Renault             | 1'35"815 | 1'35"286 | N.D.     | 14      |
| 15                          | 21 | Esteban Gutiérrez | Sauber-Ferrari          | 1'36"567 | 1'35"891 | N.D.     | 15      |
| 16                          | 8  | Romain Grosjean   | Lotus-Renault           | 1'36"654 | 1'35"908 | N.D.     | 16      |
| 17                          | 13 | Pastor Maldonado  | Lotus-Renault           | 1'36"663 | N.D.     | N.D.     | 17      |
| 18                          | 99 | Adrian Sutil      | Sauber-Ferrari          | 1'36"840 | N.D.     | N.D.     | 22      |
| 19                          | 10 | Kamui Kobayashi   | Caterham-Renault        | 1'37"085 | N.D.     | N.D.     | 18      |
| 20                          | 17 | Jules Bianchi     | Marussia-Ferrari        | 1'37"310 | N.D.     | N.D.     | 19      |
| 21                          | 9  | Marcus Ericsson   | Caterham-Renault        | 1'37"875 | N.D.     | N.D.     | 20      |
| 22                          | 4  | Max Chilton       | Marussia-Ferrari        | 1'37"913 | N.D.     | N.D.     | 21      |
| Tempo limite 107%: 1'41"515 |    |                   |                         |          |          |          |         |

In grassetto sono indicate le migliori prestazioni in Q1, Q2 e Q3.

## Gara

### Resoconto
Al semaforo Lewis Hamilton scatta meglio di Nico Rosberg e assume il comando della corsa. Nel primo giro il tedesco attacca il britannico ma senza riuscire a prevalere. Felipe Massa è autore di un'ottima partenza e s'installa al terzo posto, seguito da Sergio Pérez, Valtteri Bottas, Jenson Button, Fernando Alonso, Nico Hülkenberg e Kimi Räikkönen.
Al quinto giro Hülkenberg sorpassa Alonso; cinque giri dopo Bottas perde prima una posizione nei confronti di Button, poi dello stesso Hülkenberg. Al dodicesimo giro anche l'altro pilota della Williams Felipe Massa deve cedere la posizione a Pérez, che ora è terzo.
Tra il giro 11 e il giro 17 vanno al primo cambio gomme tutti i migliori della graduatoria, ad eccezione delle due Mercedes. La classifica, dietro al duo Hamilton-Rosberg, vede ora terzo Bottas, seguito da Massa e dalle due Force India. Al giro 18 Rosberg attacca Hamilton per la prima posizione, passandolo alla prima curva, ma l'inglese risponde e torna ancora al comando. La lotta si ripropone il giro seguente, ma ancora Lewis Hamilton resta leader della corsa. Al giro 20 il britannico effettua il suo pit stop, mentre Rosberg attende il giro 22. Rientrando in pista il tedesco rimane dietro al britannico.
Al giro 25 Valtteri Bottas effettua il secondo cambio gomme: scala terzo Massa, insidiato dalle due Force India. Hülkenberg tenta di passare il brasiliano, ma senza successo, tanto che viene passato anche da Sergio Pérez. Massa è poi passato da entrambi nel corso del ventottesimo passaggio. Un giro dopo il brasiliano va ai box, così come Fernando Alonso, che è settimo.
Dietro alle Force India c'è ora Jenson Button, seguito da Sebastian Vettel, Kimi Räikkönen e Daniel Ricciardo. Bottas piomba su questi ultimi due, passa Ricciardo, ma sbaglia la frenata alla prima curva ed esce di pista, potendo però poi rientrare. Al giro 32 Räikkönen è sorpassato da Ricciardo, e un giro dopo anche da Massa. Ancora un giro e il finlandese effettua il secondo cambio-gomme.
Al 35º giro vanno al cambio gomme Pérez e Vettel, un giro dopo Button e Hülkenberg. Al giro 38 Massa effettua ancora un cambio gomme. La gara è sempre dominata da Lewis Hamilton che guida davanti al compagno di team Nico Rosberg; seguono poi distanziate le due Force India, Valtteri Bottas, Fernando Alonso, Jenson Button, le due Red Bull Racing e Felipe Massa.
Al quarantesimo giro Pastor Maldonado colpisce la Sauber di Esteban Gutiérrez: la vettura si ribalta ricadendo però sulle ruote. La direzione di corsa decide di inviare in pista la safety car. Durante il periodo in cui è in pista la vettura di sicurezza vanno al cambio gomme sia le due Mercedes, che le due Ferrari. La gara riparte al giro 46: Lewis Hamilton è sempre al comando mentre Jenson Button perde subito due posizioni.
Rosberg si avvicina a Hamilton e tenta a più riprese di passare il britannico che però mantiene sempre il comando della gara. Al giro 50 Daniel Ricciardo ottiene strada da Vettel e si pone al quinto posto: il campione del mondo è passato anche da Hülkenberg. A un giro dal termine si ritira Button. Lewis Hamilton vince per la ventiquattresima volta, precedendo Nico Rosberg e Sergio Pérez. Per la Force India è il secondo podio nel mondiale, dopo il secondo posto di Giancarlo Fisichella nel Gran Premio del Belgio 2009.

### Risultati
I risultati del Gran Premio sono i seguenti:
| Pos | Nº | Pilota            | Costruttore             | Giri | Tempo/Ritiro               | Griglia | Punti |
| --- | -- | ----------------- | ----------------------- | ---- | -------------------------- | ------- | ----- |
| 1   | 44 | Lewis Hamilton    | Mercedes                | 57   | 1h39'42"743                | 2       | 25    |
| 2   | 6  | Nico Rosberg      | Mercedes                | 57   | +1"085                     | 1       | 18    |
| 3   | 11 | Sergio Pérez      | Force India-Mercedes    | 57   | +24"067                    | 4       | 15    |
| 4   | 3  | Daniel Ricciardo  | Red Bull Racing-Renault | 57   | +24"489                    | 13      | 12    |
| 5   | 27 | Nico Hülkenberg   | Force India-Mercedes    | 57   | +28"654                    | 11      | 10    |
| 6   | 1  | Sebastian Vettel  | Red Bull Racing-Renault | 57   | +29"879                    | 10      | 8     |
| 7   | 19 | Felipe Massa      | Williams-Mercedes       | 57   | +31"265                    | 7       | 6     |
| 8   | 77 | Valtteri Bottas   | Williams-Mercedes       | 57   | +31"876                    | 3       | 4     |
| 9   | 14 | Fernando Alonso   | Ferrari                 | 57   | +32"595                    | 9       | 2     |
| 10  | 7  | Kimi Räikkönen    | Ferrari                 | 57   | +33"462                    | 5       | 1     |
| 11  | 26 | Daniil Kvjat      | STR-Renault             | 57   | +41"342                    | 12      |       |
| 12  | 8  | Romain Grosjean   | Lotus-Renault           | 57   | +43"143                    | 16      |       |
| 13  | 4  | Max Chilton       | Marussia-Ferrari        | 57   | +59"909                    | 21      |       |
| 14  | 13 | Pastor Maldonado  | Lotus-Renault           | 57   | +1'02"803                  | 17      |       |
| 15  | 10 | Kamui Kobayashi   | Caterham-Renault        | 57   | +1'27"900                  | 18      |       |
| 16  | 17 | Jules Bianchi     | Marussia-Ferrari        | 56   | +1 giro                    | 19      |       |
| 17  | 22 | Jenson Button     | McLaren-Mercedes        | 55   | Frizione                   | 6       |       |
| Rit | 20 | Kevin Magnussen   | McLaren-Mercedes        | 40   | Frizione                   | 8       |       |
| Rit | 21 | Esteban Gutiérrez | Sauber-Ferrari          | 39   | Collisione con P.Maldonado | 15      |       |
| Rit | 9  | Marcus Ericsson   | Caterham-Renault        | 33   | Perdita d'olio             | 20      |       |
| Rit | 25 | Jean-Éric Vergne  | STR-Renault             | 18   | Collisione con A.Sutil     | 14      |       |
| Rit | 99 | Adrian Sutil      | Sauber-Ferrari          | 17   | Collisione con J.E.Vergne  | 22      |       |

## Classifiche mondiali

### Piloti
| Pos | Pilota           | Punti |
| --- | ---------------- | ----- |
| 1   | Nico Rosberg     | 61    |
| 2   | Lewis Hamilton   | 50    |
| 3   | Nico Hülkenberg  | 28    |
| 4   | Fernando Alonso  | 26    |
| 5   | Jenson Button    | 23    |
| 6   | Sebastian Vettel | 23    |
| 7   | Kevin Magnussen  | 20    |
| 8   | Valtteri Bottas  | 18    |
| 9   | Sergio Pérez     | 16    |
| 10  | Daniel Ricciardo | 12    |
| 11  | Felipe Massa     | 12    |
| 12  | Kimi Räikkönen   | 7     |
| 13  | Jean-Éric Vergne | 4     |
| 14  | Daniil Kvjat     | 3     |

### Costruttori
| Pos | Costruttore             | Punti |
| --- | ----------------------- | ----- |
| 1   | Mercedes                | 111   |
| 2   | Force India-Mercedes    | 44    |
| 3   | McLaren-Mercedes        | 43    |
| 4   | Red Bull Racing-Renault | 35    |
| 5   | Ferrari                 | 33    |
| 6   | Williams-Mercedes       | 30    |
| 7   | STR-Renault             | 7     |

## Decisioni della FIA
Al termine della gara, Pastor Maldonado, a seguito dell'incidente causato ad Esteban Gutiérrez, perderà cinque posizioni sulla griglia di partenza del prossimo Gran Premio di Cina. Il venezuelano perde anche tre punti sulla Superlicenza.
Jules Bianchi subisce una decurtazione di due punti sulla Superlicenza per il contatto con Adrian Sutil.